# 전일본 리바이벌 미션
전일본 리바이벌 미션(일본어: 全日本リバイバルミッション)은 개신교 복음 전도 운동체로서, 초교파적인 전도집회나 성회를 개최하고 있다. 1970년대에 타키모토 아키라 목사, 다나카 마사오 목사에 의해 설립되었으며, 현재 대표는 아키라 키이치다. 또한 현재 실행위원으로는 히라이카 슈우지 목사, 타키모토 쥰 목사가 활동하고 있다. 현재 이 단체를 이끌어 가고 있는 중심 단체는 다키모토 준 목사가 담임하는 신시로교회로서, 이외에도 프레이즈출판, 리바이벌 성서 신학교 등의 연관 단체가 있다.
매해 한 두회 일본 등지를 순회하며 리바이벌 미션이라는 이름으로 3-4일 연속으로 말씀 집회를 열고 있으며, 대한민국에서는 2009년 인천에서 첫 번째 리바이벌 미션을 진행했고, 2011년에는 춘천과 서울에서 리바이벌 미션을 개최하였다.

## 연혁
- 1993년 고시엔 리바이벌 미션 개최
- 1998년 도쿄 리바이벌 미션 개최
- 2007년 하와이 리바이벌 미션 개최
- 2009년 한국 리바이벌 미션 개최 (인천 삼산월드체육관)
- 2011년 춘천 리바이벌 미션, 서울 리바이벌 미션 개최

## 역사
1993년에 고시엔에서 개최된 리바이벌 미션은 일본의 복음주의 교인들이 연합하여 총 11만 7천명에 이르는 참가자를 냈다. 이 대회 이전에 전일본 리바이벌 미션은 곳곳에서 킥 오프 대회를 열어 찬동하는 개인이나 교회를 중심으로 참가를 요청하였으며, 그 결과는 일본의 개신교인이 주최한 행사로서는 획기적인 것이었다. 이후 이 리바이벌 미션을 찬동하는 교회들이 기존의 일본 개신교 중 한 세력을 구성하게 되었으며, 그 결과 1996년 일본 리바이벌 동맹이라는 별도의 연합기구가 생기게 된다.